# Earth Observing System
Das Earth Observing System (EOS, englisch für ‚Erdbeobachtungssystem‘) ist ein Forschungsprogramm der NASA mit rund 30 Satelliten im Erdorbit. Diese Erdbeobachtungssatelliten ermöglichen langfristige Erkundungen der Landoberfläche, der Biosphäre, der Atmosphäre und der Ozeane. EOS war nach Start der letzten Satelliten 2013 eines der umfangreichsten und aufwendigsten Erdfernerkundungssysteme weltweit. Das 1997 gestartete Programm ist Teil des NASA-Projekts Earth Science Enterprise. Die Daten werden im Rahmen des Earth Observing System Data and Information System (EOSDIS) ausgearbeitet.

## Geschichte
1997 starteten die USA ihr nationales Forschungsprogramm »Earth Observing System« (EOS). Zu dem Programm gehören knapp 30 Einzelsatelliten mit unterschiedlichster Sensortechnik, Konfiguration und Größe. Als Gemeinsamkeit weißen die Satelliten auf, dass sie alle ausschließlich auf die Erkundung der Erde ausgerichtet sind und keinen weiteren direkten Nutzungen unterliegen. Etliche Satelliten des Programms wurden in Kooperation mehrerer Länder oder anderen Organisationen als der NASA entwickelt und gebaut (z. B. der Satellit GRACE als US-amerikanisch-deutsche Kooperation). Im Rahmen des Programms ging die staatliche NASA 1997 erstmals eine Kooperation mit einem kommerziellen Satellitenbetreiber ein. Sowohl die Planung wie auch den Bau und operationellen Betrieb des Satelliten OrbView-2 übernahm die Firma Orbital Sciences Corporation (OSC).
Die Datenübertragung der EOS-Satelliten auf die Erde erfolgt im Wesentlichen über drei EOS-Bodenstationen, wovon zwei nordpolnah positioniert sind. Über das eigene Daten- und Informationssystem EOSDIS und unterschiedliche themenspezifische Datenzentren werden die Satellitendaten jeweils mit eigenen Analysetools aufbereitet, archiviert und zugänglich gemacht. Die Datenzentren stellen eine Reihe von Informationsprodukten und -diensten zur Verfügung, die für registrierte Nutzer nahezu in Echtzeit abgerufen werden können. Die aufbereiteten Daten werden neben der Übertragung über das Internet auch über das Datenrelaissatellitensystem TDRSS verbreitet. Die NASA besitzt die alleinigen Urheberrechte für die wissenschaftlichen EOS-Daten; jedoch wird die Aufbereitungssoftware Nutzern kostenlos zur Verfügung gestellt.
Allein durch das EOS-Programm verdreifachte sich die Zahl operationeller Sensoren im Weltraum innerhalb von 6 Jahren zwischen 1997 und 2013.

## Liste der Missionen

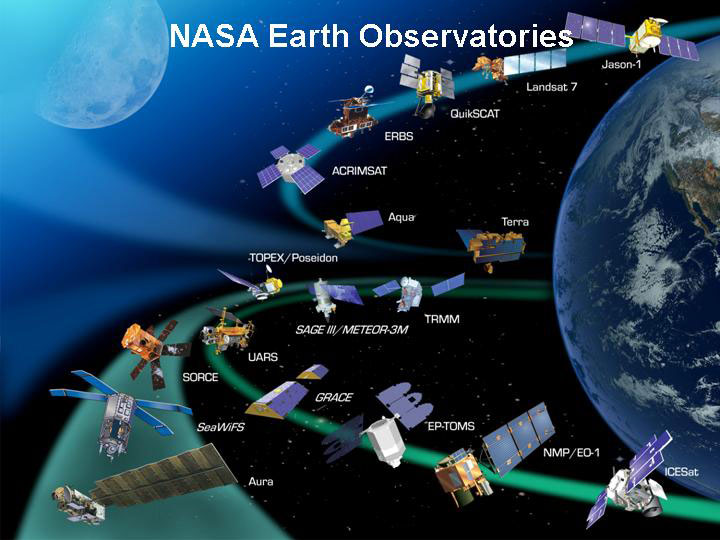
Die Satelliten-Flotte der NASA für die Erdbeobachtung

- Orbview-2/SeaWiFS (privater Satellit mit dem Sea-viewing Wide Field-of-view Sensor) – 1. August 1997
- TRMM (Tropical Rainfall Measuring Mission) – 27. November 1997; 15. April 2015 abgestürzt
- Landsat 7 – 15. April 1999
- QuikSCAT (Quick Scatterometer) – 19. Juni 1999
- Terra – 18. Dezember 1999
- ACRIMSat (Active Cavity Radiometer Irradiance Monitors) – 20. Dezember 1999
- NMP/EO-1 (New Millennium Program/Earth Observing-1) – 21. November 2000
- Jason-1 – 7. Dezember 2001
- METEOR 3M/Sage III (mit Stratospheric Aerosol and Gas Experiment) – 10. Dezember 2001
- GRACE (Gravity Recovery and Climate Experiment) – 17. März 2002
- Aqua – 4. Mai 2002
- ADEOS II/Midori II (Advanced Earth Observing Satellit) – 12. Dezember 2002; Oktober 2003 von Sonnensturm zerstört
- ICESat (Ice, Cloud and Land Elevation Satellite) – 12. Januar 2003; 30. August 2010 abgestürzt
- SORCE (Solar Radiation and Climate Experiment) – 25. Januar 2003
- Aura – 15. Juli 2004
- CloudSat – 28. April 2006
- CALIPSO (Cloud-Aerosol Lidar and Infrared Pathfinder Satellite Observations) – 28. April 2006
- Hydros – geplant Juni 2006, aber Finanzierung Dezember 2005 beendet
- OSTM (Jason–2 Ocean Surface Topography Mission) – 20. Juni 2008
- OCO (Orbiting Carbon Observatory) – 24. Februar 2009, fehlgeschlagen
- Glory – 4. März 2011, fehlgeschlagen
- Aquarius – 2010
- Suomi NPP (National Polar-orbiting Partnership, anfangs NPOESS National Polar-orbiting Operational Environmental Satellite System Preparatory Project) – 28. September 2011
- GPM (Global Precipitation Measurement) – 2013
- LDCM (Landsat Data Continuity Mission) – 11. Februar 2013
- NMP/EO-3 (New Millennium Program/Earth Observing-3) – geplant, zurzeit keine Fortführung des Projekts